# Krašovice
Krašovice est une commune du district de Plzeň-Nord, dans la région de Plzeň, en République tchèque. Sa population s'élevait à 351 habitants en 2022.

## Géographie
Krašovice se trouve à 7 km à l'ouest-sud-ouest de Kaznějov, à 16 km au nord-nord-ouest du centre de Plzeň et à 85 km au sud-ouest de Prague.
La commune est limitée par Bučí et Mrtník au nord, par Kaznějov à l'est, par Trnová au sud, par Tatiná au sud-est et par Horní Bělá à l'ouest.

## Histoire
La première mention écrite de la localité date de 1252.

## Transports
Par la route, Krašovice se trouve à 5 km de Horní Bříza, à 19 km de Plzeň et à 111 km de Prague. 